# Whatzupwitu
Whatzupwitu é uma canção de Eddie Murphy, composta por ele e Michael Jackson, para o álbum Love's Alright de 1993.

## Lista de faixas
| CD maxi single (Netherlands) 1. "Whatzupwitu" (album version) – 3:21 2. "Whatzupwitu" (instrumental version) – 3:21 3. "I Was a King" (radio edit) – 4:05 12" promo (US) - A1. "Whatzupwitu" (Klub mix full) – 7:21 - A2. "Whatzupwitu" (Klub mix edit) – 3:52 - A3. "Whatzupwitu" (Hip hop remix) – 4:47 - B1. "Whatzupwitu" (Eclipse mix) – 6:30 - B2. "Whatzupwitu" (LP version) – 3:21 - B3. "Whatzupwitu" (Klub mix dub) – 6:34 12" single (US) - A. "Whatzupwitu" (Klub Full mix) – 7:12 - B1. "Whatzupwitu" (Klub mix edit) – 3:52 - B2. "Whatzupwitu" (Hip hop remix edit) – 3:47 | CD promo (US) 1. "Whatzupwitu" (Klub mix edit) – 3:52 2. "Whatzupwitu" (Hip hop remix edit) – 3:47 3. "Whatzupwitu" (Klub mix full) – 7:21 4. "Whatzupwitu" (Eclipse mix) – 6:30 5. "Whatzupwitu" (Hip hop remix) – 4:47 6. "Whatzupwitu" (LP version) – 3:21 CD single (France) 1. "Whatzupwitu" – 3:21 2. "Whatzupwitu" (instrumental) – 3:19 |

## Desempenho nas paradas
| Paradas (1993)                                   | Melhor posição |
| ------------------------------------------------ | -------------- |
| França (SNEP)                                    | 36             |
| Países Baixos (Single Top 100)                   | 50             |
| Estados Unidos (Billboard Hot R&B/Hip-Hop Songs) | 74             |